# 坚忍号
坚忍号是1914至1917年坚忍号远征期间，欧内斯特·沙克尔顿爵士以及27位海员所乘之三桅帆船。此船1912年自挪威桑讷菲尤尔驶出，直到3年后于南极海域威德尔海为浮冰所困以致其最终沉入深海。然而，28名船员在沙克尔顿爵士的带领下最终奇迹般地全员生还，成功返回了英国。2022年，海洋考古團隊终在南極洲海底發現堅忍號。

## 設計與興建
坚忍号由來自挪威的船舶設計師和商人奧樂·安達雷德·拿森設計，並在挪威辛迪夫佐特的Framnæs造船廠建造，於 1912 年 12 月 17 日完工。船體是在木造船大師克里斯蒂安·德拉肯堡（Christian Jacobsen）的監督下建造的，船身的每一個細節都經過精心設計，以確保最大的耐用性：例如，每個接頭和配件都經過交叉支撐，以實現最大的強度。
坚忍号於1912年12月17日下水，初以北極星命名為北極星號。擁有長144 英尺（44公尺），25英尺（7.6公尺）的橫梁，總重348噸。坚忍号最初的使用目的是為對北極的小型旅遊和狩獵派對提供豪華設備的蒸汽遊艇。共有10個客艙、一個寬敞的餐廳和廚房（可容納兩名廚師）、一個吸煙室、一個供乘客沖洗照片的暗室、電燈，甚至還有一個小浴室。
雖然船體外形看與任何其他同等大小的船隻一樣，但事實並非如此。坚忍号專為極地條件而設計，故此船身的結構非常堅固。它的龍骨構件是四塊實心橡木，加起來厚度為85英寸（2,200毫米），而其側面的厚度在30英寸（760毫米）和 18英寸（460 毫米）之間，是使用橡木和挪威冷杉木板建造的，厚達30 英寸（760毫米），包正面與破冰區域的船頭各使用一棵橡樹製成，這些部件的厚度為52英寸（1,300毫米）。在她的三根桅杆中，前面的一根味方形的，而後面的兩根則承載著前後帆。除了風帆，坚忍号還擁有一台350馬力（260 千瓦）的燃煤蒸汽機，速度可達10.2公里（18.9 公里/小時；11.7英里/小時）。在1912年下水時，坚忍号與前進號被認爲是有史以來最为堅固的木船。

## 南极远征

“堅忍號”（Endurance）探險。
紅－“堅忍號”航線。黃－“堅忍號”隨冰飄移路線。綠－“堅忍號”沉沒後，船員在浮冰上的旅程。藍－從象島到南喬治亞島的求援航線。

#### 冰上旅程
坚忍号在1914年8月8日从普利茅斯起航向布宜诺斯艾利斯出发，並在10月26日向南大西洋驶去，并在11月5日到达南乔治亚岛。在古利德维肯捕鲸站修整了一个月后，“坚忍号”于12月5日向南极洲出发。 两天后，坚忍号在南纬57度26分遭遇了浮冰层。浮冰层迫使他的船只得从冰中试图脱身。然而接下来的几天中与冰层的战斗愈演愈烈，在12月14日甚至使他的船24小时都无法再前进一步。三天后船又无法前进了。

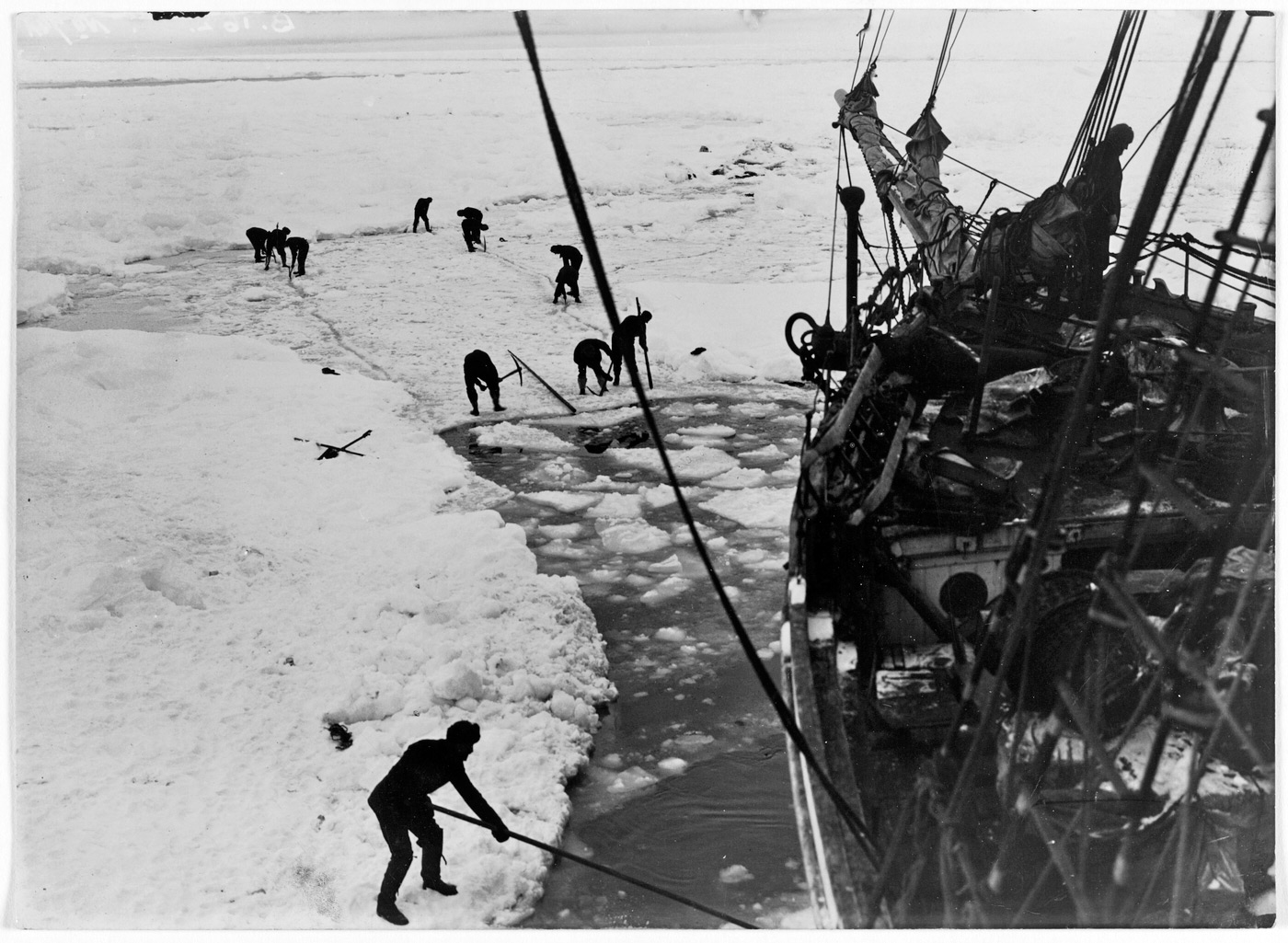
船员正在试图使船与冰层分离

“坚忍号”的进展令人失望，直到12月22日才破开冰层使船又可以继续向南行驶，这样的状况持续了两个星期，将整条船带向威德尔海的深处。直到1915年1月7日到10日，坚忍号他们接近了100英尺（30米）高的冰墙，表示他们已来到了南极海岸上的科茨地。在1月15日，“坚忍号”靠近了一座巨大的冰川，在这座冰川的边缘构成了一个海湾，形成了一个天然良港。但是，沙克尔顿认为这距南极点太远了，这是使他后悔的一个决定。1月17日，船到达了南纬76度27分，这里可以远远望到南极洲的陆地。欧内斯特·沙克尔顿将这里命名为开尔德海岸，以他的主赞助人来命名。坏天气使船不得不停泊在一座冰山的背风面。
第二天，船被冰山带着向东移动了14英里（23千米）處，比原来的位置更加偏南。这里的位置是南纬76度34分，西经31度30分。在船十天无法移动后，船的发动机被关闭，为节约燃料。与此同时，船员们艰难地试图将船与冰山分离。在2月14日，沙克尔顿命令船员到冰上用冰凿，冰锥，锯子和锄头，试图开辟出一条出路，但都没有成功。沙克尔顿仍没有放弃解救船的希望，但已在思考“在条件艰苦的冰层上度过一个冬天的可能性” 

### 沉沒海底

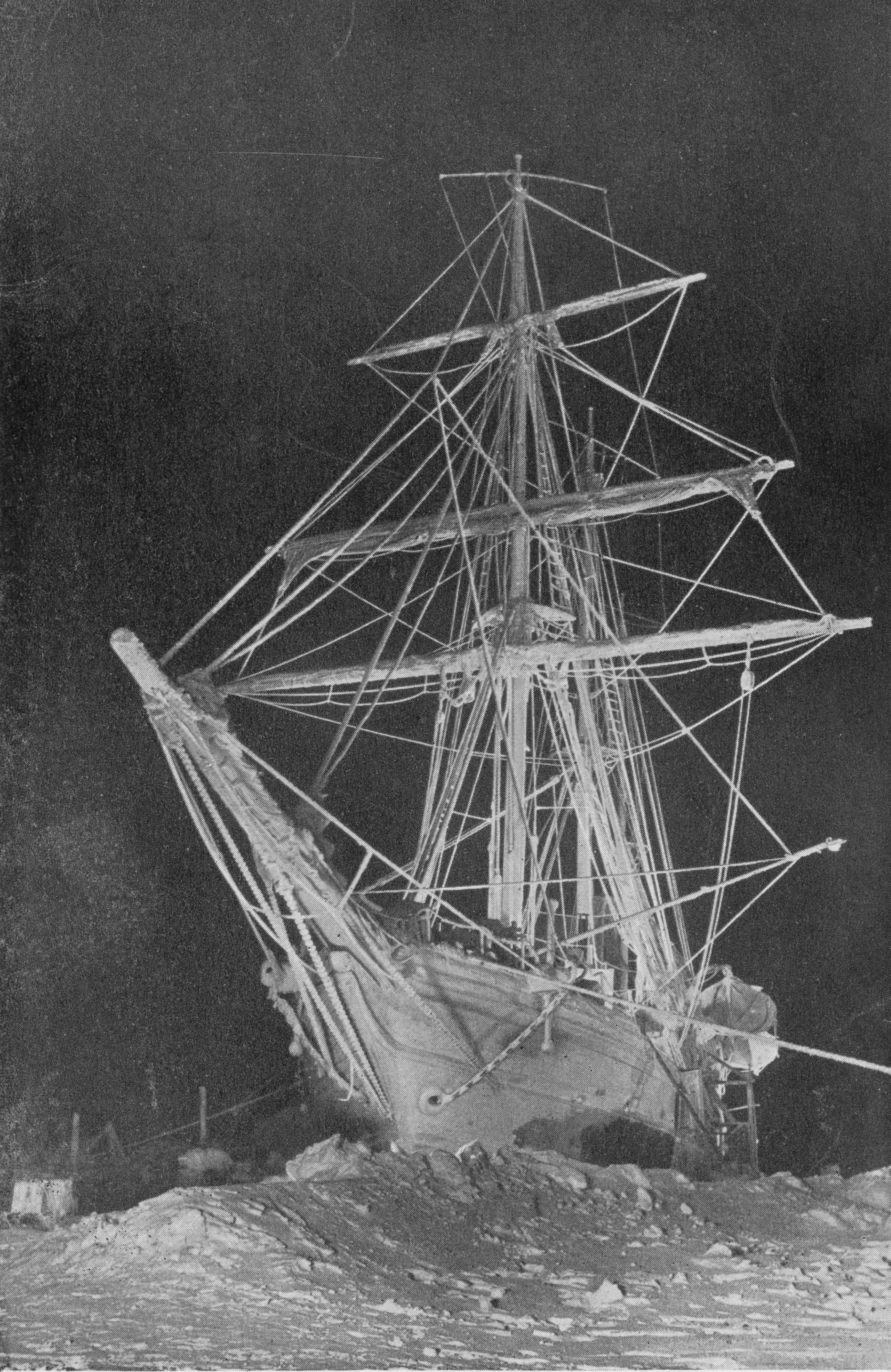
困于冰块之中的坚忍號

1915年2月21日，“坚忍号”仍然在向南方快速漂流，到达了南纬76度58分。在这以后船开始随着浮冰向北移动，船的内部被改造成了一个给不同人居住的冬季房屋——有指挥员，科学家，工程师和海员。他们还建造了一个无线天线，但由於地處偏远，坚忍号並无法接收或发出信号。
在2月和3月，船的漂移变得很慢。在3月底沙克尔顿计算得到他们自1月19日以来仅仅漂移了95英里（153千米）。但是，自冬季来临以后，冰的漂行速度增加了，周围冰的状况也发生了变化。在4月14日沙克尔顿记录到邻近的冰层“聚集在一起互相挤撞”，如果船被卷入其中，船只就会像蛋壳一样被挤碎。在五月，冬季的极夜来临时船位于南纬75度23分，西经42度14分，还在一个相对靠北的航向上。在春天来到，冰层可能消融之前还至少有4个月，坚忍号没有可能再按时回到威德尔海。沙克尔顿现在开始考虑如果能到达西海岸，他们在威德尔海的西海岸上着陆的可能性。 

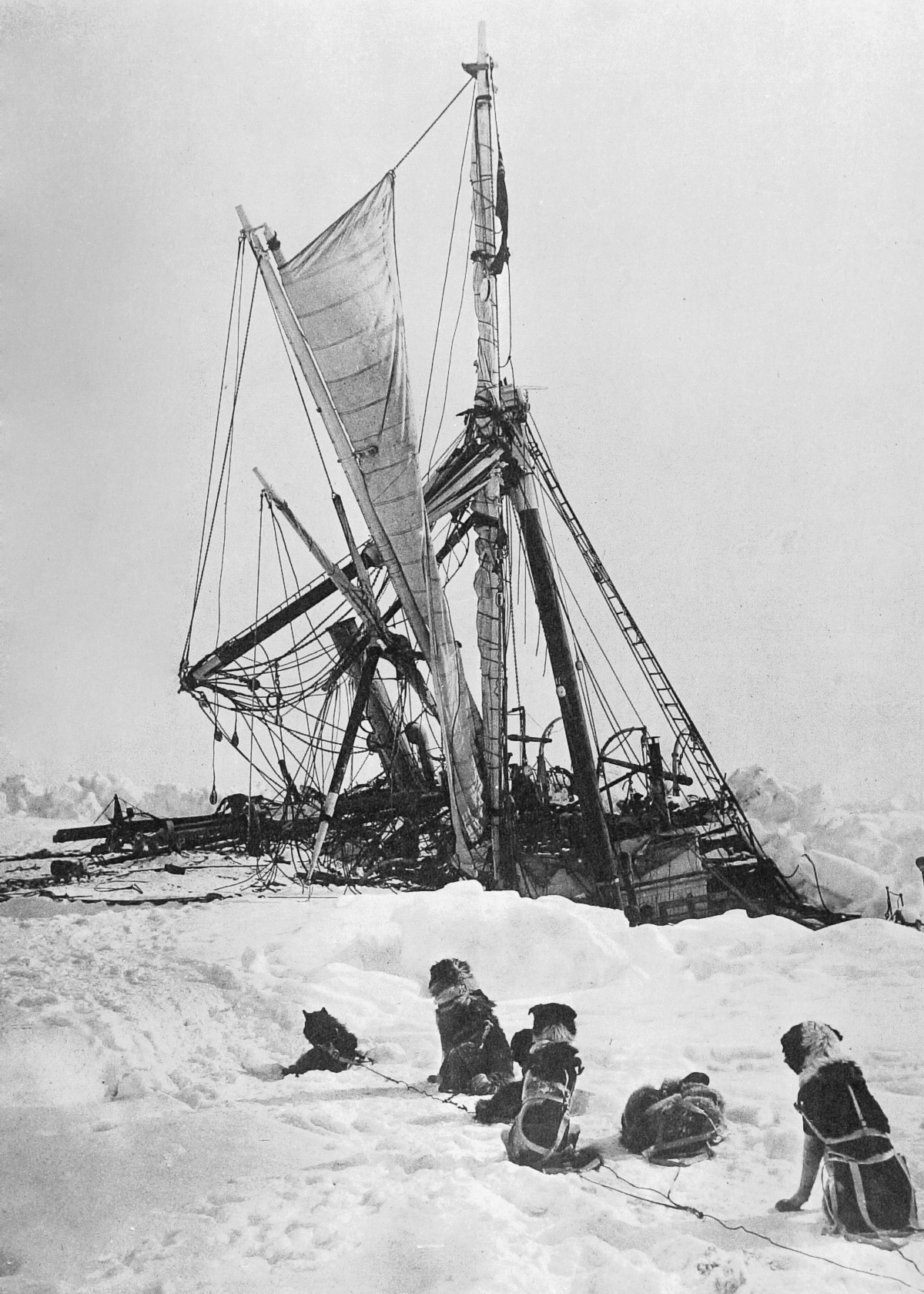
“坚忍号”在众犬只的注视下慢慢的最后旅程沉入了威德尔海的海底

冰层断裂的第一个信号发生在7月22日。在8月1日， 大块浮冰开始在船边碎裂，在船的龙骨下冰的质量产生的压力使船向左边倾斜。10月24日，船的右舷侧撞上了一块大浮冰，船体弯曲断裂，使浮冰中的水进入船体。物资与三艘救生艇被转移到冰上，船员们试图支撑断裂处，同时排出海水。但是几天后，1915年10月27日，在零下15华氏度（零下25摄氏度）的气温下，沙克尔顿被迫做出弃船的指令。
11月13日，一股新的壓力波席捲了浮冰。船頭最終遭到壓碎時，前頂桅杆和頂桅杆也倒塌。主桅杆在其底部附近裂開，不久之後主桅杆和後桅杆一起斷裂並倒塌，11月21日下午，隨著另一波壓力波的襲擊，人們注意到剩餘殘骸逐漸開始移動。在一分鐘之內，伴隨隨著浮冰的衝擊，坚忍号的船尾被抬離了冰層，沈入了海裡。次日天亮時，沙克尔顿將沈沒位置固定為68° 38.5'S 52° 58'W處。

## 殘骸
堅忍號的殘骸搜索工作持續進行。1998年，在象島西南側的Stinker Point曾發現一些殘骸，當時一度被認為是堅忍號的漂流物。但事後證實，這些漂流物是1877年美國康乃狄克的海豹獵捕船Charles Shearer的部分殘骸。
2001年，沉船專業找尋人大衛·默恩斯（David Mearns）曾規劃探險尋找堅忍號沉船，但計畫未能成功實施。2003年，有2個團體規劃尋找堅忍號沉船的探險計畫，但最後也因故擱置 。2010年，默恩斯宣布尋找沉船的新計畫，由國家地理學會主要贊助，但仍尋求各界提供1,000萬美元的經費補充贊助。
倫敦自然歷史博物館的阿德里安·格洛弗（Adrian Glover）在2013年的一項研究中表示，南極繞極流有可能防止“船蟲”鑽入船體，可以讓海床上的堅忍號殘骸得到相當的保護。2018至2019年夏季，搜尋者在Weddell Sea展開探險，開始使用自主水下載具 (AUV) 嘗試進行沉船的定位與拍攝。但水下航行器在冰層中迷走後，探險宣告失敗。
專家推測，堅忍號殘骸位於水下約3,000公尺的平坦地形，應不會有大量沉積物，也可能沒有受到侵蝕破壞。根據史考特極地研究中心的朱利安·多德斯威爾 (Julian Dowdeswell)教授的說法，由南極海床已知條件來推測，堅忍號並未受到太大損壞，可能仍保持1915年沈入浮冰時的狀態相同。他並指出，任何尋找堅忍號的科技嘗試，都將會對未來的海域探險有加分效果。2019年研究拉森冰架融化和退縮的探險，就是一個很好的例證。
2021年7月，福克蘭海事遺產信託基金成立新探險計畫Endurance22，規劃於 2022年初使用薩博潛水器技術探勘深海，繼續尋找堅忍號的殘骸。
2022年3月5日，Endurance22團隊成功發現堅忍號的殘骸。 在3月9日以新聞稿對外宣布，在南極威德爾海4.0 英里，約9,869 英尺（3,008公尺）深處，成功找到該船殘骸，較堅忍號的原沉沒位置以南約3.5英里（6.4公里）處。
探險隊的勘探主管龐德·森表示，搜尋過程中，沙克爾頓船長珍貴且詳盡的航海記錄，協助探險隊成功找到沉船。在研究船上的發現者SA Agulhas II表示，沉船狀況良好，在超高清晰的3D拍攝中，船尾上的「堅忍號」名稱仍然可清晰辨識。團隊也表示，堅忍號是歷史遺址和紀念碑，受到南極條約體系所保護，沉船所有部件及文物都完整保留原址，沒有做任何打撈。

## 外部連結
- 维基共享资源上的相關多媒體資源：Endurance